# Desirée Bela-Lobedde
Desirée Bela-Lobedde (Barcelona, 24 de noviembre de 1978) es una escritora y comunicadora española afrodescendiente de ascendencia ecuatoguineana, activista antirracista, y feminista. Ejerce de columnista en Público.es y es autora del libro Ser mujer negra en España.
Se autodefine como divulgadora de la identidad afro desde un punto de vista "vivencial" y reivindica el empoderamiento de la mujer afro a través de la imagen personal.  En alguna ocasión ha usado el seudónimo de "Negra Flor". En sus textos y conferencias reivindica el "activismo estético" poniendo en valor la identidad afrodescendiente a través de la imagen personal. De la misma manera, Bela-Lobedde basa su trabajo político en la denuncia sobre la existencia del racismo sistémico y el privilegio blanco en las constituciones estéticas de las mujeres negras en España.

## Trayectoria
Comenzó su actividad participando en proyectos colaborativos de activismo como Locas del Coño, y en medios digitales como PlayGround Magazine. En 2018 empezó a redactar una columna de opinión en el diario Público, a un ritmo de una o dos colaboraciones al mes.

### «Ser mujer negra en España»
Es autora del libro Ser mujer negra en España, publicado por la editorial Plan B el 20 de septiembre de 2018, en donde escribe acerca de su experiencia desde la niñez hasta la adultez como mujer negra en el país ibérico. En una entrevista en el periódico El Salto, Bela-Lobedde declara que fue inspirada por Bisila Bokoko, empresaria afrodescendiente española, para dejar algo de su trabajo a través de medios físicos. 
La obra comenzó a construirse después de que Bela-Lobedde cerró sus redes sociales virtuales en el año 2017 por los ataques que recibía a través de estas plataformas. En ella relata el día a día desde la perspectiva de una mujer negra española, y denuncia que en España existe un racismo estructural,  vigente en todas las instituciones, incluido el sistema escolar.

## Activismo
En 2017 participó en la denuncia de un videoanuncio de Cola Cao. Hacia el final del vídeo la espuma del Cola Cao agitado se transforma en la cabeza de un  hombre negro con mostacho y pelos afro, lo que fue calificado como un insulto racista.
Bela-Lobedde lideró en 2016 una campaña contra la permisividad y la tolerancia de YouTube con los mensajes racistas. En marzo de 2016 la Red Española de Inmigración y Ayuda al Refugiado presentó una denuncia ante el Defensor del Pueblo contra YouTube por negarse a retirar los comentarios racistas que varios usuarios habían dirigido a Desirée Bela-Lobedde en su vídeo «Ser mujer negra en España».  Posteriormente lo denunció ante la Fiscalía General del Estado, reclamando que los autores de los comentarios debían responder ante la justicia por delitos de odio y apología del racismo. La fiscalía archivó la denuncia, justificando la decisión porque los comentarios se habían eliminado, desestimando las capturas de pantalla presentadas por la activista.
En el año 2018 Bela-Lobedde hizo un llamado a través de la plataforma Twitter para que los sujetos víctimas de racismo compartieran sus frases favoritas en torno a este tema, durante esta campaña declaró en el periódico El País: 

El racismo es estructural, consecuencia de una sociedad que viene de un imperio y en la que hay quien cree que, de verdad, que algunos de estos comentarios ni siquiera son racistas".